# Église Saint-Martin d'Archingeay
L'église Saint-Martin est une église située à Archingeay, dans le département français de la Charente-Maritime en région Nouvelle-Aquitaine.

## Historique
L'église est inscrite au titre des monuments historiques par arrêté de 1928.

## Galerie

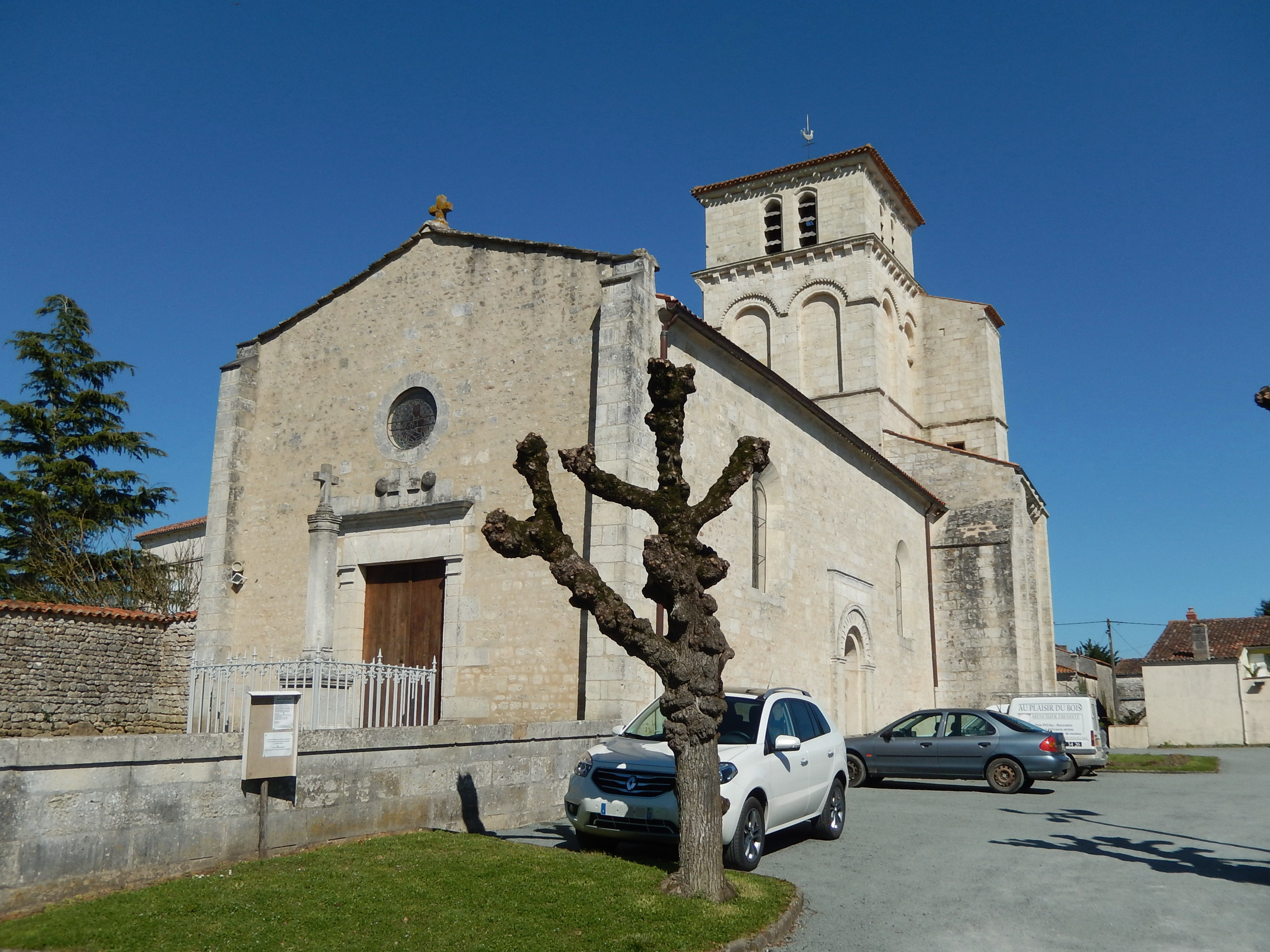
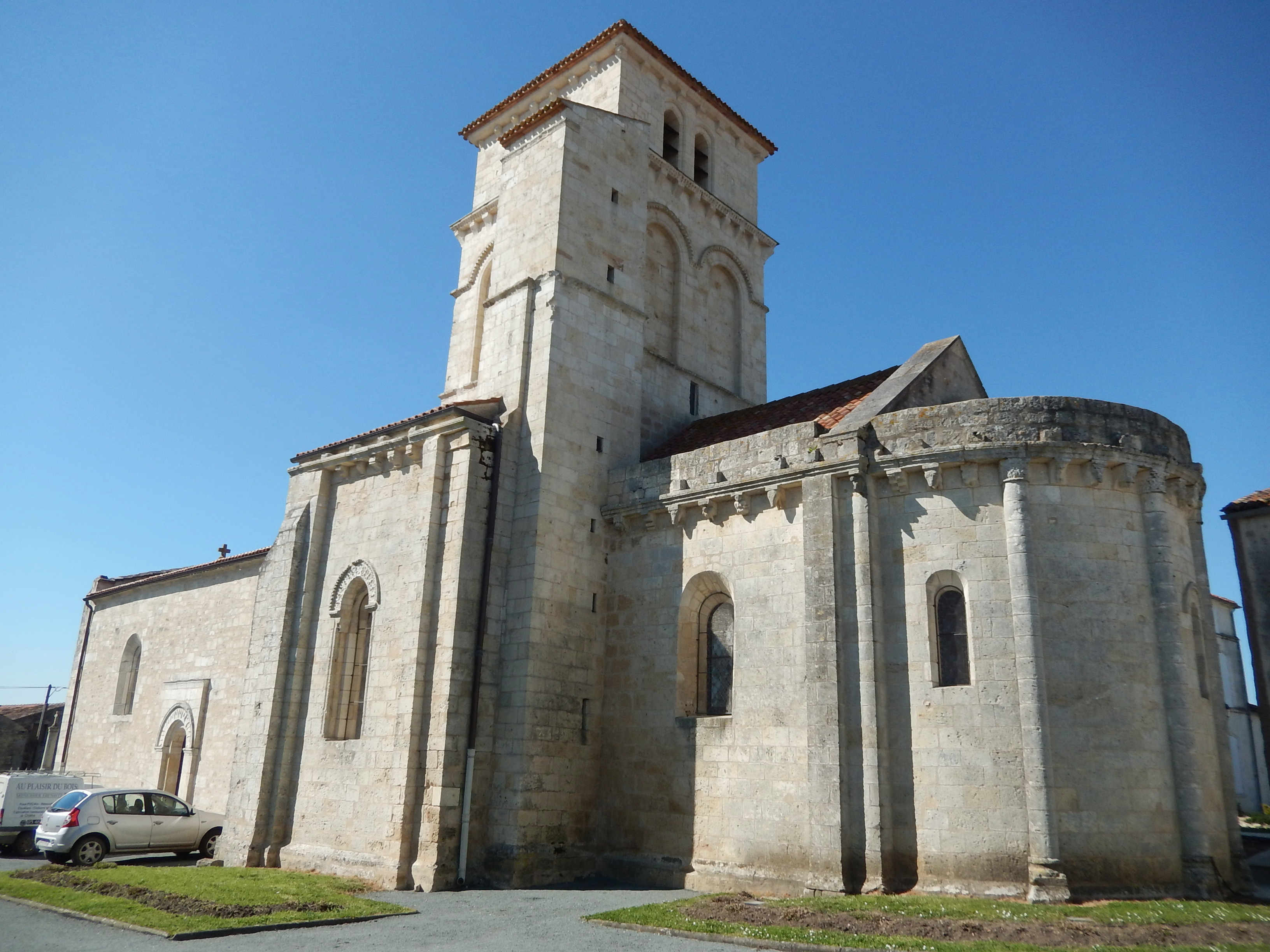
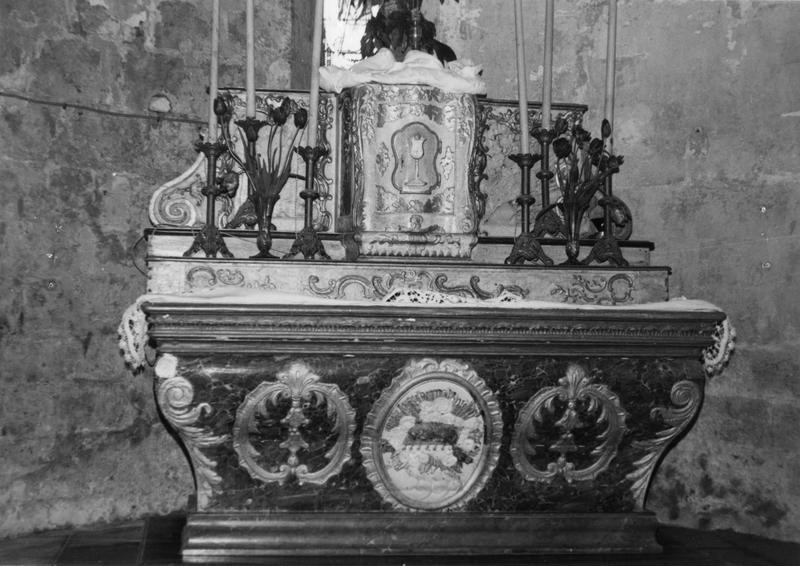